# Most Ameryk
Most Ameryk (ang. Bridge of the Americas, hiszp. Puente de las Américas, oficjalnie znany jako Thatcher Ferry Bridge) – most drogowy w Panamie, który spina lądy obu kontynentów (Ameryki Północnej i Ameryki Południowej) u wejścia do Kanału Panamskiego od strony Pacyfiku. 
Został wybudowany w 1962 za sumę 20 mln USD. Od czasu inauguracji do 15 sierpnia 2004, kiedy dokonano uroczystego otwarcia Mostu Stulecia, był jedynym nieobrotowym mostem łączącym obie Ameryki (mosty obrotowe znajdują się przy śluzach Miraflores oraz Gatun). Całkowita długość mostu wynosi 1654 m, przy prześwicie oscylującym w granicach 61 m podczas przypływu. Średnioroczne natężenie ruchu w 2004 wynosiło 35 tys. pojazdów na dobę.